# (8115) Sakabe
(8115) Sakabe (1996 HB2) – planetoida z pasa głównego asteroid okrążająca Słońce w ciągu 3,42 lat w średniej odległości 2,27 au. Odkryta 24 kwietnia 1996 roku.